# Aracely Arámbula
Aracely Arámbula Jacques (Chihuahua, Chihuahua, 1975. március 6. –) mexikói színésznő, modell és énekesnő.

## Életrajza
Aracely Arámbula a mexikói Chihuahua állam azonos nevű fővárosában született 1975. március 6-án. A siker felé vezető útját már 13 éves korától megkezdte szépségversenyeken való részvétellel.
Eleinte kisebb szerepeket kapott, olyan teleregényekben, mint a Prisionera de amor (1994), vagy az Acapulco, cuerpo y alma (1995). Amikor Mexikóvárosba költözött, hamar szerephez jutott a Televisa Cañaveral de pasiones (1996) című produkciójában Juan Soler és Patricia Navidad mellett, később a Canción, de amor (1996), a Mujer, casos de la vida real (1996–1997), és a Pueblo chico, infierno grande (1997) című sorozatban szerepelt olyan személyiségek mellett mint Verónica Castro. Nem sokkal később részt vett az El alma no tiene color (1997) című telenovellában Laura Flores mellett, valamint a Rencor apasionado (1998) című sorozatban. Ezt követte  a számára világhírnevet meghozó Soñadoras – Szerelmes álmodozók (1998), majd az Acapulco szépe (1999) Eduardo Verastegui partnereként. 2000-ben Fernando Colunga oldalán az Abrázame muy fuerte (María del Carmen) című sorozatban alakított főszerepet, utolsó szereplése pedig  a Las vías del amor (A szerelem ösvényei) című telenovellában volt 2002-ben. Ugyanebben az évben jelölték a Latin Zenei Billboard Díjak Legjobb lemez, Legjobb duó és Legjobb mexikói regionális dal kategóriákba a Sólo tuya című albumával.
2005-től férje Luis Miguel, első gyermekük, Miguel 2007. január 31-én, a második, Daniel 2008. december 18-án született.
2008-ban visszatért a televízióba a Todo bebé („Csupa baba”) című műsor vezetőjeként. 2009-ben a telenovellák világába is visszatért, miután elfogadta a Televisa ajánlatát a Corazón salvaje (Vad szív) című telenovella főszerepét, amelyben kettős karaktert, ikerlányokat játszik. A sorozat az 1993-as Corazón salvaje sorozat remakeje. 2009-ben elvált férjétől.
2012-ben felmondott a Televisá-nál és a Telemundo-Argos-hoz szerződött, ahol a következő évben Az örökség című telenovellában kapott főszerepet. A sorozatban játszott szerepéért ugyanebben az évben elnyerte a Premios tu Mundo-díjat a Kedvenc női főszereplő kategóriában. 2014-ben megkapta a Los Miserables (Lucia – A sors üldözöttje) című sorozat főszerepét, amit a La Doña (A végzet asszonya) című teleregény főszerepe követett 2016-ban. 2022-ben A mostoha című sorozatban Marcia főszerepét játszotta, majd ugyanebben az évben megkapta Mónica szerepét A négyünk titka című sorozatban. 2012-ben bejelentette, hogy együtt van Sebastián Rullival, de kapcsolatuk 2013-ban véget is ért.

## Filmográfia

### Televízió
| Év        | Cím                                                         | Szerepnév                                                     | Magyar hang              | TV stúdió       |
| --------- | ----------------------------------------------------------- | ------------------------------------------------------------- | ------------------------ | --------------- |
| 1994      | Prisionera de amor Prisionera de amor                       | Ismeretlen szerep                                             |                          | Televisa        |
| 1995      | Acapulco, cuerpo y alma Acapulco, cuerpo y alma             | Ismeretlen szerep                                             |                          | Televisa        |
| 1996      | Cañaveral de Pasiones Cañaveral de Pasiones                 | Leticia Cisneros                                              |                          | Televisa        |
| 1996      | Canción de amor                                             | Ismeretlen szerep                                             |                          | Televisa        |
| 1996–1997 | Mujer, casos de la vida real                                | Ismeretlen szerep                                             |                          | Televisa        |
| 1997      | Pueblo chico, infierno grande Pueblo chico, infierno grande | Fiatal Leonarda Ruán                                          |                          | Televisa        |
| 1997      | El alma no tiene color                                      | Maiguálida Roldán                                             |                          | Televisa        |
| 1998      | Rencor apasionado                                           | Mayté Monteverde                                              |                          | Televisa        |
| 1998–1999 | Soñadoras – Szerelmes álmodozók Soñadoras                   | Jacqueline de la Peña                                         | Dögei Éva                | Televisa        |
| 1999      | Acapulco szépe Alma rebelde                                 | María Elena Ávila de Hernández                                | Balázs Ágnes             | Televisa        |
| 2000–2001 | María del Carmen Abrázame muy fuerte                        | María del Carmen Campusano María del Carmen Hernández Álvarez | Dögei Éva                | Televisa        |
| 2002–2003 | A szerelem ösvényei Las vías del amor                       | Perla Gutiérrez Vázquez Perla Mendoza Vázquez                 | Roatis Andrea            | Televisa        |
| 2009–2010 | Vad szív Corazón salvaje                                    | Regina Montes de Oca / Aimée Montes de Oca                    | Kökényessy Ági Götz Anna | Televisa        |
| 2013      | Az örökség La Patrona                                       | Gabriela "Gaby" Suárez Verónica Dantés "La Patrona"           | Kisfalvi Krisztina       | Telemundo-Argos |
| 2014–2015 | Lucia – A sors üldözöttje Los Miserables                    | Lucía "Lucha" Durán                                           | Kisfalvi Krisztina       | Telemundo-Argos |
| 2016–2020 | A végzet asszonya La Doña                                   | Altagracia Sandoval                                           | Zakariás Éva             | Telemundo-Argos |
| 2022      | A mostoha La Madrasta                                       | Marcia Cisneros de Lombardo / Marisa Jones                    | Zakariás Éva             | Televisa        |
| 2022      | A négyünk titka La rebelión                                 | Mónica                                                        | Udvarias Anna            | ViX+            |

### Színház
- Perfume de Gardênia (2010–2012; 2024-) .... Gardenia Peralta
- Por qué los hombres aman a las cabronas (2014; 2022) .... Dulce

## Díjak és jelölések
| Év   | Díj                          | Kategória                          | Cím                 | Eredmény |
| ---- | ---------------------------- | ---------------------------------- | ------------------- | -------- |
| 1996 | El Heraldo de México-díj     | El Heraldo de México arca          | Önmaga              | Elnyerte |
| 1999 | TVyNovelas-díj               | Legjobb női felfedezett            | Soñadoras           | Jelölve  |
| 2001 | TVyNovelas-díj               | Legjobb csók (Fernando Colungával) | María del Carmen    | Jelölve  |
| 2001 | TVyNovelas-díj               | Legjobb női főszereplő             | María del Carmen    | Jelölve  |
| 2003 | TVyNovelas-díj               | Legjobb női főszereplő             | A szerelem ösvényei | Jelölve  |
| 2003 | Billboard Latin Music Awards | Legjobb album                      | Sólo tuya           | Jelölve  |
| 2003 | Billboard Latin Music Awards | Legjobb duó (Palomóval)            | Sólo tuya           | Jelölve  |
| 2003 | Billboard Latin Music Awards | Legjobb mexikói regionális dal     | Sólo tuya           | Jelölve  |
| 2004 | Premios Juventud             | Álmaim asszonya                    | Önmaga              | Jelölve  |
| 2010 | TVyNovelas-díj               | Legjobb női főszereplő             | Vad szív            | Jelölve  |
| 2010 | TVyNovelas-díj               | Legjobb női főgonosz               | Vad szív            | Jelölve  |
| 2013 | Premios Tu Mundo             | Kedvenc női főszereplő             | Az örökség          | Elnyerte |
| 2013 | Premios Tu Mundo             | Legjobb páros (Jorge Luis Pilával) | Az örökség          | Elnyerte |
| 2013 | People en Español-díj        | Legjobb női főszereplő             | Az örökség          | Jelölve  |
| 2013 | People en Español-díj        | Legjobb páros (Jorge Luis Pilával) | Az örökség          | Jelölve  |
| 2014 | Miami Life Awards-díj        | Legjobb női főszereplő             | Az örökség          | Jelölve  |
| 2017 | Premios Tu Mundo             | Kedvenc női főszereplő             | A végzet asszonya   | Elnyerte |
| 2017 | Premios Tu Mundo             | Legjobb páros (David Chocarroval)  | A végzet asszonya   | Elnyerte |
| 2022 | TV Adicto Golden Awards      | Legjobb női csillag                | A mostoha           | Elnyerte |

## Fordítás
- Ez a szócikk részben vagy egészben az Aracely Arámbula című spanyol Wikipédia-szócikk fordításán alapul.  Az eredeti cikk szerkesztőit annak laptörténete sorolja fel. Ez a jelzés csupán a megfogalmazás eredetét és a szerzői jogokat jelzi, nem szolgál a cikkben szereplő információk forrásmegjelöléseként.